# Chronicle: The Complete Prestige Recordings 1951–1956
 (janvier 2022).
Si vous disposez d'ouvrages ou d'articles de référence ou si vous connaissez des sites web de qualité traitant du thème abordé ici, merci de compléter l'article en donnant les références utiles à sa vérifiabilité et en les liant à la section « Notes et références ».
 (janvier 2021).
La mise en forme du texte ne suit pas les recommandations de Wikipédia : il faut le « wikifier ».
Les points d'amélioration suivants sont les cas les plus fréquents. Le détail des points à revoir est peut-être précisé sur la page de discussion.
- Les titres sont pré-formatés par le logiciel. Ils ne sont ni en capitales, ni en gras.
- Le texte ne doit pas être écrit en capitales (les noms de famille non plus), ni en gras, ni en italique, ni en « petit »…
- Le gras n'est utilisé que pour surligner le titre de l'article dans l'introduction, une seule fois.
- L'italique est rarement utilisé : mots en langue étrangère, titres d'œuvres, noms de bateaux, etc.
- Les citations ne sont pas en italique mais en corps de texte normal. Elles sont entourées par des guillemets français : « et ».
- Les listes à puces sont à éviter, des paragraphes rédigés étant largement préférés. Les tableaux sont à réserver à la présentation de données structurées (résultats, etc.).
- Les appels de note de bas de page (petits chiffres en exposant, introduits par l'outil «  Source ») sont à placer entre la fin de phrase et le point final[comme ça].
- Les liens internes (vers d'autres articles de Wikipédia) sont à choisir avec parcimonie. Créez des liens vers des articles approfondissant le sujet. Les termes génériques sans rapport avec le sujet sont à éviter, ainsi que les répétitions de liens vers un même terme.
- Les liens externes sont à placer uniquement dans une section « Liens externes », à la fin de l'article. Ces liens sont à choisir avec parcimonie suivant les règles définies. Si un lien sert de source à l'article, son insertion dans le texte est à faire par les notes de bas de page.
- La présentation des références doit suivre les conventions bibliographiques. Il est recommandé d'utiliser les modèles {{Ouvrage}}, {{Chapitre}}, {{Article}}, {{Lien web}} et/ou {{Bibliographie}}. Le mode d'édition visuel peut mettre en forme automatiquement les références.
- Insérer une infobox (cadre d'informations à droite) n'est pas obligatoire pour parachever la mise en page.

Pour une aide détaillée, merci de consulter Aide:Wikification.
Si vous pensez que ces points ont été résolus, vous pouvez retirer ce bandeau et améliorer la mise en forme d'un autre article.
Chronicle: The Complete Prestige Recordings 1951–1956 est un coffret d'enregistrements de Miles Davis sorti en 1988.

## Historique
Première compilation rétrospective de Miles Davis comprenant ses 17 sessions enregistrées sur le label Prestige entre 1951 et 1956. On retrouve dans ce coffret ses collaborations avec des artistes de jazz majeurs : Charlie Parker, Thelonious Monk, Charles Mingus, Sonny Rollins, Lee Konitz ainsi que l'original Miles Davis Quintet : John Coltrane, Red Garland, Paul Chambers, et Philly Joe Jones.
Il s'agit de la réédition sur 8 CD de la compilation de 12 disques vinyles parue en 1980.

## Liste des titres et musiciens

### Disque 1
La liste des titres du disque 1 est :
1. Morpheus (8)
2. Down (8)
3. Blue Room (Take 1) (8)
4. Blue Room (Take 2) (8)
5. Whispering (8)
6. I Know (14)
7. Odjenar (1)
8. Ezz-Thetic (1)
9. Hibeck (1)
10. Yesterdays (1)
11. Conception (1)
12. Out of the Blue (2)
13. Denial (2)
14. Bluing (2)
15. Dig (2)
16. My Old Flame (1)
17. It's Only a Paper Moon (2)

Enregistré à Apex Studio, New-York.
- Miles Davis: trompette
- Le 17 janvier 1951. Titres 1 à 5:
  - Sonny Rollins: saxophone ténor
  - John Lewis: piano
  - Percy Heath: contrebasse
  - Roy Haynes: Batterie
- Titre 6:
  - Sonny Rollins: saxophone ténor (leader)
  - Miles Davis: piano
  - Percy Heath: contrebasse
  - Roy Haynes: batterie
- Le 8 mars 1951. Titres 7 à 10:
  - Lee Konitz: saxophone alto (leader).
  - Miles Davis (sideman)
  - Sal Mosca: piano
  - Billy Bauer: guitare
  - Arnold Fishkind: contrebasse
  - Max Roach: Batterie
- Le 5 octobre 1951. Titres 11 à 17:
  - Jackie McLean: saxophone alto
  - Sonny Rollins: saxophone ténor
  - Walter Bishop Jr.: piano
  - Tommy Potter: contrebasse
  - Art Blakey: batterie

### Disque 2
1. Compulsion (4)
2. The Serpents Tooth (Take 1) (4)
3. The Serpents Tooth (Take 2) (4)
4. ' Round About Midnight (4)
5. Tasty Pudding (8)
6. Willie the Wailer (8)
7. Floppy (8)
8. For Adults Only (8)
9. When Lights are Low (3)
10. Tune Up (3)
11. Miles Ahead (3)
12. Smooch (16)
13. Four (3)
14. Old Devil Moon (3)
15. Blue Haze (16)

Enregistrés à WOR Studios, New-York.
- Miles Davis: trompette
- Le 19 février 1953. Titres 1 à 4:
  - Sonny Rollins et Charlie Parker alias "Charlie Chan": saxophone ténor
  - Walter Bishop Jr.: piano
  - Percy Heath: contrebasse
  - Philly Joe Jones: batterie
- Le 19 février 1953. Titres 5 à 8:
  - Al Cohn et Zoot Sims: saxophone ténor
  - John Lewis: piano
  - Leonard Gaskin: contrebasse
  - Kenny Clarke: batterie
  - Sonny Truitt: trombone, titre Floppy
- Le 19 mai 1953. Titres 9 à 12:
  - John Lewis (sauf Smooch) et Charles Mingus sur le titre Smooch: piano
  - Percy Heath: contrebasse
  - Max Roach: batterie
- Le 15 mars 1954. Titres 13 à 15:
  - Horace Silver: piano
  - Percy Heath: contrebasse
  - Art Blakey: batterie

### Disque 3
1. Solar (5)
2. You don't Know what love is (5)
3. Love me or Leave me (5)
4. I'll Remember April (3)
5. Blue 'n' Boogie (5)
6. Walkin'  (5)
7. Airegin (6)
8. Oleo (6)
9. But Not For Me (Take 1) (6)
10. But Not For Me (Take 2) (6)
11. Doxy (6)

Enregistré à Van Gelder Studio (Hackensack, New Jersey).
- Miles Davis: trompette
- Le 3 avril 1954, titres 1 à 4:
  - Dave Schildkraut: saxophone alto
  - Horace Silver: piano
  - Percy Heath: contrebasse
  - Kenny Clarke: batterie
- Le 29 avril 1954, Titres 5 et 6:
  - J.J. Johnson: trombone
  - Lucky Thompson: saxophone ténor
  - Percy Heath: contrebasse
  - Kenny Clarke: batterie
- Le 29 juin 1954, Titres 7 à 11:
  - Sonny Rollins: saxophone ténor
  - Percy Heath: contrebasse
  - Kenny Clarke: batterie

### Disque 4
1. Bags' Groove (Take 1) (6)
2. Bags' Groove (Take 2) (6)
3. Bemsha swing (7)
4. Swing Spring (7)
5. The Man I Love (Take 1) (7)
6. The Man I Love (Take 2) (7)
7. I Didn't (13)
8. Will You Still Be Mine? (13)

Enregistré à Van Gelder Studio (Hackensack, New Jersey).
- Le 24 décembre 1954, Titres 1 à 6:
  - Milt Jackson: vibraphone
  - Thelonious Monk: piano
  - Percy Heath: contrebasse
  - Kenny Clarke: batterie
- Le 7 juillet 1955, titres 7 et 8:
  - Red Garland: piano
  - Oscar Pettiford: contrebasse
  - Philly Joe Jones: batterie

### Disque 5
1. Green Haze (13)
2. I See Your Face Before me (13)
3. A Night in Tunisia (13)
4. A Gal in Calico (13)
5. Dr Jackle (10)
6. Bitty Ditty (10)
7. Minor March (10)
8. Changes (10)
9. In Your Own Sweet Way (4)
10. No Line (4)
11. Vierd Blues (4)

Enregistré à Van Gelder Studio (Hackensack, New Jersey).
- Le 7 juillet 1955, titres 1 à 4:
  - Red Garland: piano
  - Oscar Pettiford: contrebasse
  - Philly Joe Jones: batterie
- Le 5 août 1955, titres 5 à 8:
  - Jackie McLean: saxophone alto sur Dr Jackle et Minor March
  - Milt Jackson: vibraphone
  - Ray Bryant: piano
  - Percy Heath: contrebasse
  - Art Taylor: batterie
- Le 16 mars 1956, titres 9 à 11:
  - Sonny Rollins: saxophone ténor
  - Tommy Flanagan: piano
  - Paul Chambers: contrebasse
  - Art Taylor: batterie

### Disque 6
1. Stablesmates (17)
2. How Am I To Know? (17)
3. Just Squeeze Me (17)
4. There is no Greater Love (17)
5. The Theme (17)
6. S'Posin'  (17)
7. In Your Own Sweet Way (15)
8. Diane (11)
9. Trane's Blues (15)
10. Something I Dreamed Last Night (11)

Enregistré à Van Gelder Studio (Hackensack, New Jersey).
- Le 16 mars 1956, titres 1 à 6;
- le 11 mai 1957, titres 7 à 10:
  - John Coltrane: saxophone ténor, sauf Something I Dreamed Last Night
  - Red Garland: piano
  - Paul Chambers: contrebasse
  - Philly Joe Jones: batterie

### Disque 7
1. It Could Happen to you (12)
2. Woodyn' you (12)
3. Ahmad's blues (15)
4. Surrey with the Fringe on top (11)
5. It Never Entred my Mind (15)
6. When I Fall in Love (11)
7. Salt Peanuts (11)
8. Four (15)
9. The Theme (take 1) (15)
10. The Theme (take 2) (15)
11. If I Were a Bell (12)
12. Well, You Needn't (11)

Enregistré à Van Gelder Studio (Hackensack, New Jersey).
- Le 11 mai 1956, titres 1 à 10;
- le 26 octobre 1956, titres 11 et 12:
  - John Coltrane: saxophone ténor sauf It Never Entred my Mind, When I Fall in Love et Ahmad's blues
  - Red Garland: piano
  - Paul Chambers: contrebasse
  - Philly Joe Jones: batterie
  - Miles Davis ne joue pas sur Ahmad's blues

### Disque 8
1. 'Round Midnight (7)
2. Half Nelson (15)
3. You're my everything (12)
4. I could write a book (12)
5. Oleo (12)
6. Airegin (9)
7. Tune Up (9)
8. When Lights are Low (9)
9. Blues by Five (9)
10. My Funny Valentine (9)

Enregistré à Van Gelder Studio (Hackensack, New Jersey).
- le 26 octobre 1956:
  - John Coltrane: saxophone ténor sauf My Funny Valentine
  - Red Garland: piano
  - Paul Chambers: contrebasse
  - Philly Joe Jones: batterie